# Врондадос
Вронда́дос (греч. Βροντάδος) — малый город в Греции. Расположен на высоте 42 м над уровнем моря, на восточном берегу острова Хиос в Эгейском море, к северу от города Хиос. Административно относится к общине Хиос в периферийной единице Хиос в периферии Северные Эгейские острова. Население — 5323 человека по данным переписи 2011 года.
До 1940 года город назывался Врондадес (Βροντάδες).

## «Ракетная война»

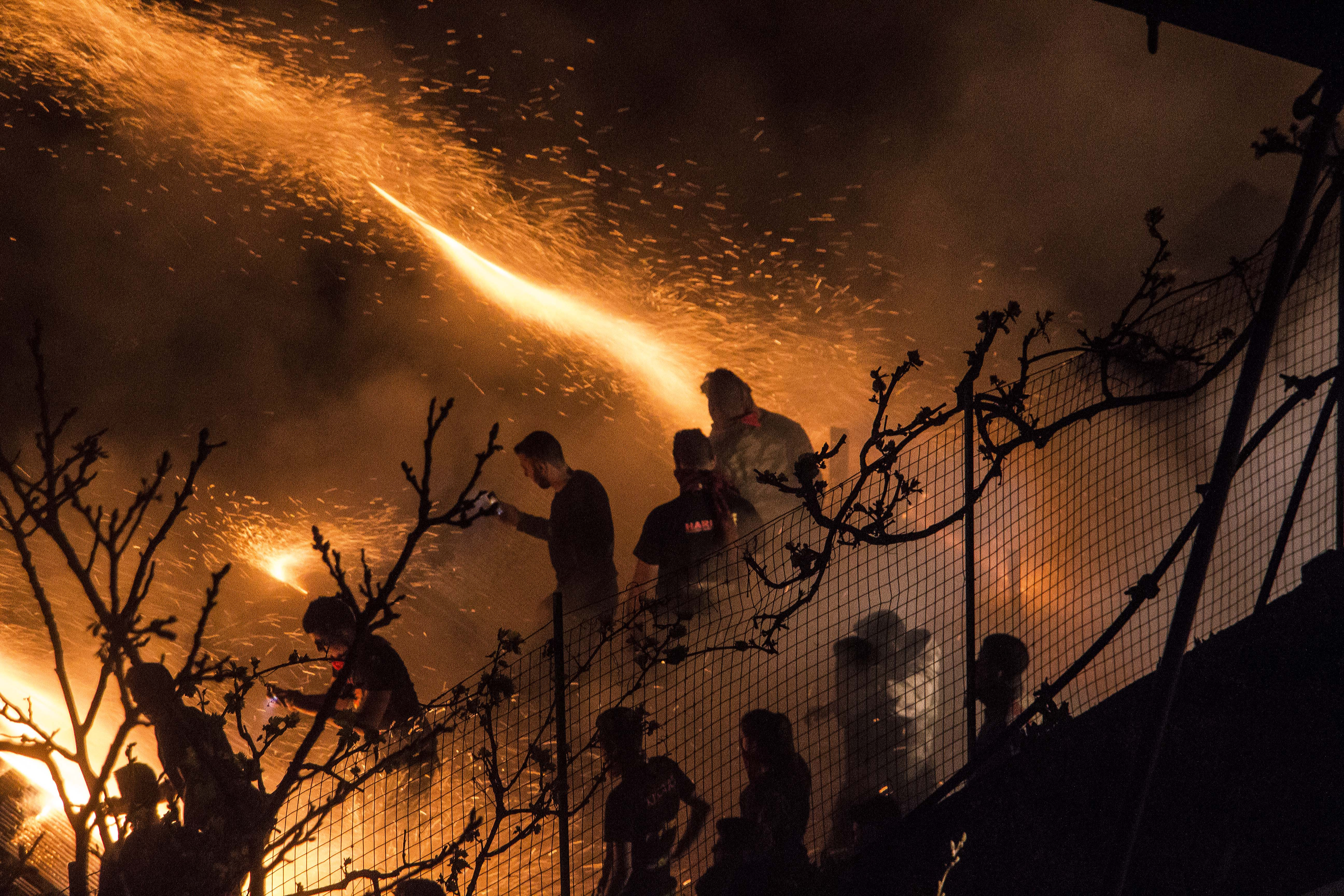
«Ракетная война»

Со времён турецкой оккупации во Врондадосе существует традиция так называемой «ракетной войны» (Рουκετοπόλεμος) между приходами Богородицы в Эритиани (Παναγία Ερειθιανή) и Святого Марка (Ιερός Ναός Αγίου Μάρκου). Во время празднования Пасхи жители Врондадоса обстреливают самодельными ракетами купола церкви своих «противников», выпуская десятки тысяч «снарядов» по куполам противоположных церквей, которые расположены на вершинах холмов примерно в 400 метрах друг от друга. До 1889 года в ежегодном представлении использовались настоящие пушки. Теперь сражение стало «ракетной войной» и зрелищем, которое привлекает большое количество туристов.

## Достопримечательности
Во Врондадосе находится могила Янниса Психариса, который в 1929 году умер в Париже и в 1932 году был перезахоронен на Хиосе. На могиле стоит памятник работы Константиноса Димитриадиса.

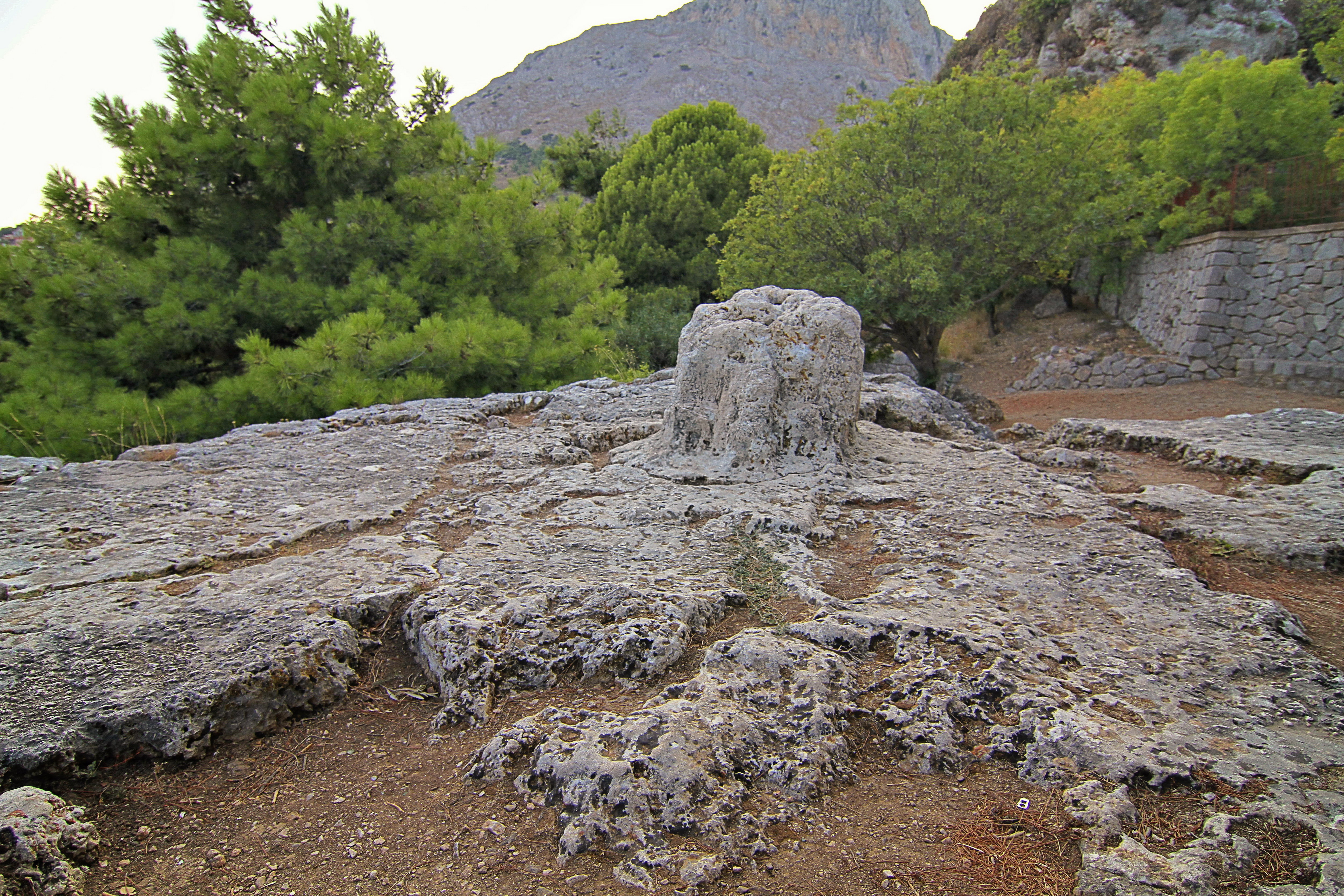
Даскалопетра (камень Гомера)

Среди достопримечательностей — Даскалопетра (Δασκαλόπετρα — камень (скала) учителя), иначе камень Гомера (Πέτρα του Ομήρου) — место, где, по преданию, поэт передавал свои навыки ученикам. По местному преданию остров Хиос был местом рождения и проживания Гомера.
Символом города является расположенная на самом берегу моря статуя «Неизвестного моряка» (άγαλμα του Αφανούς Ναύτη), выполненная греческим скульптором Танасисом Апартисом.
Во Врондадосе работает фольклорный музей (Λαογραφικό Μουσείο Φιλοπρόοδου Ομίλου Βροντάδου).
Близ Врондадоса на северо-восточном склоне горы Эпос жил как пустынножитель святитель Макарий Коринфский (Нотара), архиепископ Коринфский.
Во Врондадосе родился бизнесмен Стратис Андреадис (1905—1989).

## Сообщество Врондадос
Община Врондадес (Δήμος Βροντάδων) создана в 1918 году (ΦΕΚ 123Α), в 1940 году община переименована во Врондадос (Δήμος Βροντάδου), в 1990 году (ΦΕΚ 48Α) община упразднена. В сообщество входит село Эпос, а также монастыри Панагии Миртидиотиссы (Мирсиниди) и Святого Стефана. Население 5332 человека по переписи 2011 года. Площадь 41,158 км².
| Населённый пункт          | Население (2011), человек |
| ------------------------- | ------------------------- |
| Врондадос                 | 5323                      |
| Монастырь Мирсиниди       | 2                         |
| Монастырь Святого Стефана | 0                         |
| Эпос                      | 7                         |

## Население
| Год  | Население, человек |
| ---- | ------------------ |
| 1991 | 4620               |
| 2001 | 4934               |
| 2011 | ↗ 5323             |